# Os zigomàtic
|  | «Pòmul» redirigeix aquí. Vegeu-ne altres significats a «Galta». |

L'os zigomàtic o os malar, o simplement malar o zigma, dit popularment pòmul, mel o mel de la cara (en català antic i balear), és un os parell, curt i compacte, situat a la part més externa de la cara, en forma quadrilàtera que forma el pòmul de la cara i part de l'òrbita ocular i presenta un sortint o procés zigomàtic que s'uneix cap enrere amb el procés zigomàtic de l'os temporal. S'articula amb 4 ossos: A dalt amb l'os frontal, a baix i endavant amb el maxil·lar superior, enrere amb l'os temporal, enrere i endins amb l'ala major de l'esfenoide. Cinc músculs s'insereixen en el malar:
- Cara externa:
  - Múscul zigomàtic major
  - Múscul zigomàtic menor
  - Múscul elevador del llavi superior
- Cara interna:
  - Múscul temporal
- Vora posteroinferior:
  - Múscul masseter